# Broarna vid Toko-Ri
Broarna vid Toko-Ri (engelska: The Bridges at Toko-Ri) är en amerikansk krigsfilm från 1954, i regi av Mark Robson. I huvudrollerna ses Grace Kelly och William Holden. 

## Handling
Brubaker (William Holden) är en pilot i USA:s flotta som tidigare slogs i andra världskriget och, efter att ha återvänt till USA för att arbeta som jurist, nu återigen tvingats in i krig: flygande en McDonnell F2H Banshee under Koreakriget. Han får efter ett svårt uppdrag efter en permission i Tokyo då hans fru (Grace Kelly) och barn flugit in för att besöka honom.
När han återvänder till sitt hangarfartyg får han ett riskfyllt uppdrag att spränga ett antal svårtillgängliga broar, något som kan bli hans död.

## Rollista i urval
| William Holden                | – LT Harry Brubaker           |
| Grace Kelly                   | – Nancy Brubaker              |
| Fredric March                 | – RADM George Tarrant         |
| Mickey Rooney                 | – CPO (NAP) Mike Forney       |
| Robert Strauss                | – "Beer Barrel"               |
| Charles McGraw                | – CDR Wayne Lee               |
| Keiko Awaji                   | – Kimiko                      |
| Earl Holliman                 | – AMN (NAC) Nestor Gamidge    |
| Dennis Weaver                 | – Flight Intelligence Officer |
| Commander Marshall Beebe, USN | – pilot                       |